# Mantriá (Paphos)
Pour les articles homonymes, voir Mantriá.
Mantriá (grec moderne : Μανδριά) est un village de Chypre de plus de 893 habitants.